# Pseudoeryx
Pseudoeryx es un género de serpientes de la familia Colubridae y subfamilia Dipsadinae. Incluye dos especies que se distribuyen por buena parte de Sudamérica. 

## Especies
Se reconocen a las siguientes especies:
- Pseudoeryx plicatilis (Linnaeus, 1758) - Mayor parte del norte y centro de Sudamérica, de Colombia al norte de Argentina.
- Pseudoeryx relictualis Schargel, Rivas-Fuenmayor, Barros, Péfaur & Navarette, 2007 - Noroeste de Venezuela.